# North Gate (Kalifornija)
North Gate je naseljeno područje za statističke svrhe u američkoj saveznoj državi Kalifornija. Prema popisu stanovništva iz 2010. u njemu je živjelo 679 stanovnika.